# Parti populaire slovaque
Ne doit pas être confondu avec Parti populaire – Mouvement pour une Slovaquie démocratique, Parti national slovaque ou Parti populaire « Notre Slovaquie ».
Le Parti populaire slovaque (en slovaque : Slovenská ľudová strana) est un parti national-catholique slovaque créé en 1906, dissous en 1945 et reconstitué en 1990.
Les organes du parti étaient Slovenské ľudové noviny (Journal populaire slovaque), 1910-1930) puis Slovák (sk) (Le Slovaque, 1919-1945). Il s'exprime aujourd'hui par son site web hsls.sk.

## En Hongrie
Le parti, qui dit avoir ses origines en 1845, a été présent pour la première fois aux élections en 1912.

## Sous la première république tchécoslovaque
Sous la première république, en 1923, la frange la plus radicale du parti, avec Vojtech Tuka crée une milice armée paramilitaire nommée Rodobrana. Après une première interdiction et une reconstitution, elle définitivement interdite en 1927. Le parti, toujours dirigé par l'abbé Andrej Hlinka (mort en 1938), prend le nom de parti populaire slovaque Andrej Hlinka (Hlinkova slovenská ľudová strana (HSĽS)) pour se distinguer plus clairement du parti populaire tchécoslovaque de l'abbé tchèque Jan Šrámek, de tendance sociale-chrétienne. Il est à la pointe du mouvement nationaliste slovaque et à l'initiative de la création en 1938 de la Garde Hlinka (Hlinkova garda), qui intègre une Rodobrana encore une fois reconstituée..

## Sous la «République slovaque» (1939-1945)
Il prend le nom de Hlinkova slovenská ľudová strana - Strana slovenskej národnej jednoty (HSĽS-SSNJ) et est le principal parti de la République slovaque alliée au Reich, bénéficiant de l'appui d'une large partie du clergé. Son président Jozef Tiso est le président de la République et Vojtech Tuka chef du gouvernement.

### Drapeaux historiques

Drapeau du Parti populaire slovaque de 1938 à 1945
Drapeau de la Garde Hlinka

## Après la révolution de velours
Le parti reconstitué légalement en 1990 ne réussit pas à atteindre 0,2 % aux différentes élections auxquelles il participe. En 2002, certains de ses membres se sont présentés sur les listes d'une des branches du Parti national slovaque (SNS), dont le score national a été de 3,32 %. Son président est Jozef Sásik (sk) (1958-), ingénieur forestier. Autres dirigeants : Andrej Trnovec (1963- ), géophysicien, Viliam Zopp, conseiller financier.